# عرقسوس أورالي
عرقسوس أورالي (الاسم العلمي:Glycyrrhiza uralensis) هو نوع من النباتات يتبع جنس العرقسوس من الفصيلة البقولية.